# Siebengemeinden

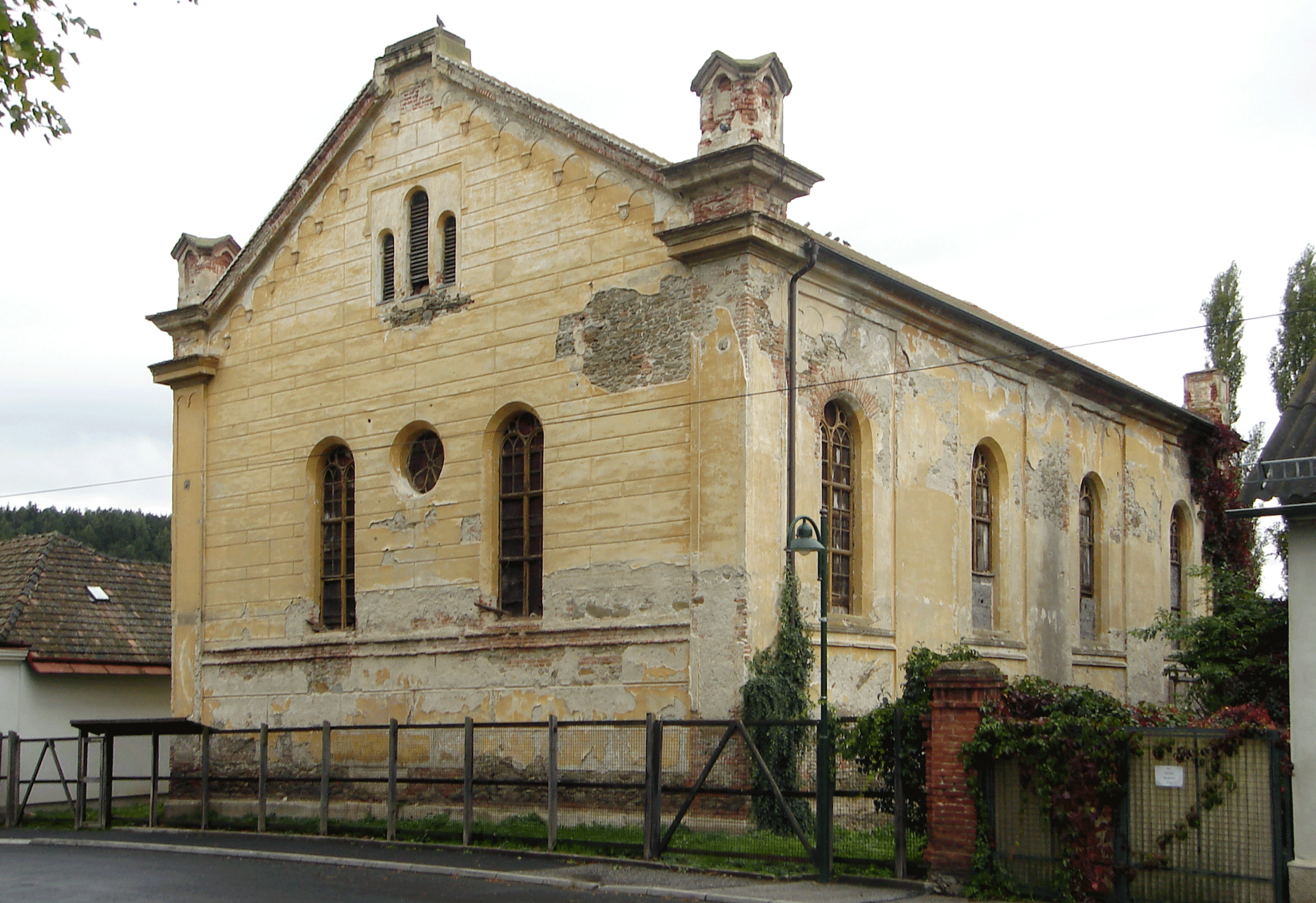
Kobersdorfská synagoga

Siebengemeinden (hebrejsky שֶבַע קְהִלּוֹת “Ševa kehilot”, česky Sedm obcí) jsou někdejší židovské obce v rakouském Eisenstadtu a blízkém okolí.

## Historie
Obce vznikly po roce 1670, kdy uherský kníže Pavel I. Esterházy z Galanty přijal na svém panství Židy vyhnané z Vídně za panování císaře Leopolda I.
Siebengemeinden (v dnešním rakouském Hradsku, které dříve náleželo k Uherskému království) tvořily obce v Eisenstadtu, Mattersdorfu (dnes Mattersburg), Kobersdorfu, Lackenbachu, Frauenkirchenu, Kittsee a Deutschkreutzi (Tzeilem). Dohromady obyvatesltvo čítalo přibližně 3 000 Židů, převážně ortodoxních židů.
Nejzbožnější z nich žili v Mattersdorfu a Deutschkreutzi, kde se nacházely významné ješivy. Další obec se rozvinula v Mattersdorfu pod vedením váženého rabína Moše (Chatama) Sofera (1763–1839). Všech sedm obcí později padlo za oběť pronásledování Židů nacisty po anšlusu Rakouska.

## Významné osobnosti
- Samson Wertheimer (1658–1724), vrchní rabín uherský a moravský a rabín v Eisenstadtu
- Chatam Sofer, rabín v Mattersdorfu, 1798–1806[2]
- Joseph Joachim (1831–1907), houslista, dirigent a skladatel z Kittsee

## Údaje z roku 1910
- Alsókismartonhegy (Unterberg, dnes část Eisenstadtu): 276 Židů (79.3% obyvatelstva obce)
- Lakompak (Lackenbach): 464 Židů (27.8%)
- Kabold (Kobersdorf): 256 Židů (20.2%)
- Sopronkeresztúr (Deutschkreutz): 621 Židů (18.6%)
- Boldogasszony (Frauenkirchen): 412 Židů (15.1%)
- Nagymarton (Mattersdorf): 511 Židů (13.5%)
- Kismarton (Eisenstadt): 168 Židů (5.5%)
- Felsőkismartonhegy (Oberberg, dnes part of Eisenstadt): 58 Židů (4.4%)
- Köpcsény (Kittsee): 92 Židů (2.9%)